# Blieskastel
Blieskastel là một đô thị ở huyện Saarpfalz, bang Saarland, Đức. Đô thị Blieskastel có diện tích 108,27 km², dân số thời điểm ngày 31 tháng 12 năm 2006 là 22.898 người. Đô thị Blieskastel nằm bên sông Blies, cự ly khoảng 8 km về phía tây của Zweibrücken, và 20 km về phía đông của Saarbrücken.

## Thị xã kết nghĩa
- Le Creusot, Pháp, từ năm 1959